# Norm Beaudin
Norman Joseph Andrew Beaudin (né le 28 novembre 1941) est un ancien attaquant professionnel de hockey sur glace canadien. Entre 1962 et 1979, il a eu deux courts séjours dans la Ligue nationale de hockey avant de percer dans l'Association mondiale de hockey avec les Jets de Winnipeg. Il a passé le reste de sa carrière dans les ligues mineures et dans la Nationalliga A suisse.

## Ligues mineures
Beaudin est né à Montmartre en Saskatchewan, une communauté fransaskoise de 550 âmes dans une famille de 12 enfants. Il a partagé ses premiers patins avec trois membres de sa fratrie. En quatre années dans les ligues juniors, Beaudin a joué deux fois pour la Coupe Memorial : en 1961 avec les Pats de Regina de la Ligue de hockey junior de la Saskatchewan, et en 1962 avec les Oil Kings d'Edmonton. En 1962, Beaudin signe avec les Canadiens de Montréal et joue avec leur équipe-école à Hull-Ottawa. En 1963, il fut réclamé au repêchage par les Red Wings de Détroit et joua les quatre saisons suivantes avec leurs clubs-écoles des Hornets de Pittsburgh et des Wings de Memphis . En 1967, il est réclamé par les Blues de St. Louis lors du repêchage d'expansion et fait ses débuts dans la LNH cette année-là ; il passe la majeure partie de la saison avec la filiale des Blues à Kansas City . Il a été prêté aux Bisons de Buffalo de la Ligue américaine de hockey en 1968, puis a joué trois saisons pour les Barons de Cleveland de la LAH. À cette époque, ses droits ont été échangés aux North Stars du Minnesota, pour lesquels il a joué 12 matchs en 1970-71.

## Carrière dans l'AMH
Beaudin a été le premier joueur signé par les Jets de Winnipeg de la nouvelle Association mondiale de hockey, et il a joué sur un trio avec l'ailier gauche vedette Bobby Hull et le centre Christian Bordeleau lors de la saison inaugurale des Jets. Il a connu de loin sa meilleure saison professionnelle, marquant 38 buts et 65 passes décisives pour 103 points, et a été nommé pour participer au premier match des étoiles de la WHA en 1973. Il a été le meilleur marqueur des séries éliminatoires de l'AMH cette année-là avec 13 buts et 15 passes, dont sept points lors d'un match contre les Fighting Saints du Minnesota.
La production de Beaudin a chuté brusquement la saison suivante et, en 1974, lui et Bordeleau ont été remplacés comme compagnons de trio de Hull par les stars suédoises Anders Hedberg et Ulf Nilsson. Après que les Jets aient remporté le Trophée mondial AVCO en 1976, Beaudin a signé avec l'équipe suisse du SC Langnau, avec laquelle il a joué pendant deux saisons avant d'être remercié après l'arrivée de l'ancien des Canadiens de Montréal Jacques Lemaire.

## Statistiques de carrière

### Saison régulière et séries éliminatoires
| 1959–60    | Pats de Regina           | SJHL       | 58  | 25 | 32  | 57  | 18 | 13 | 7  | 2  | 9  | 4  |
| 1960–61    | Pats de Regina           | SJHL       | 60  | 39 | 40  | 79  | 23 | 16 | 12 | 6  | 18 | 6  |
| 1960–61    | Pats de Regina           | M-Cup      | —   | —  | —   | —   | —  | 6  | 3  | 0  | 3  | 0  |
| 1961–62    | Pats de Regina           | SJHL       | 54  | 58 | 30  | 88  | 22 | 16 | 14 | 6  | 20 | 2  |
| 1961–62    | Comets de Spokane        | WHL        | —   | —  | —   | —   | —  | 4  | 1  | 3  | 4  | 0  |
| 1961–62    | Oil Kings d'Edmonton     | M-Cup      | —   | —  | —   | —   | —  | 4  | 3  | 2  | 5  | 4  |
| 1962–63    | Canadiens de Hull-Ottawa | EPHL       | 72  | 19 | 22  | 41  | 16 | 3  | 1  | 0  | 1  | 2  |
| 1963–64    | Hornets de Pittsburgh    | AHL        | 13  | 4  | 2   | 6   | 2  | 5  | 1  | 3  | 4  | 4  |
| 1964–65    | Wings de Memphis         | CHL        | 53  | 42 | 24  | 66  | 28 | —  | —  | —  | —  | —  |
| 1964–65    | Hornets de Pittsburgh    | AHL        | 13  | 4  | 2   | 6   | 2  | 2  | 1  | 0  | 1  | 0  |
| 1965–66    | Hornets de Pittsburgh    | AHL        | 70  | 29 | 29  | 58  | 35 | 3  | 1  | 1  | 2  | 0  |
| 1966–67    | Wings de Memphis         | CHL        | 65  | 39 | 37  | 76  | 32 | 7  | 4  | 3  | 7  | 0  |
| 1967–68    | Blues de St. Louis       | NHL        | 13  | 1  | 1   | 2   | 4  | —  | —  | —  | —  | —  |
| 1967–68    | Blues de Kansas City     | CHL        | 59  | 22 | 23  | 45  | 26 | 7  | 5  | 7  | 12 | 5  |
| 1968–69    | Bisons de Buffalo        | AHL        | 74  | 32 | 39  | 71  | 10 | 6  | 1  | 3  | 4  | 7  |
| 1969–70    | Barons de Cleveland      | AHL        | 70  | 34 | 44  | 81  | 10 | —  | —  | —  | —  | —  |
| 1970–71    | North Stars du Minnesota | NHL        | 12  | 0  | 1   | 1   | 0  | —  | —  | —  | —  | —  |
| 1970–71    | Barons de Cleveland      | AHL        | 59  | 27 | 48  | 75  | 39 | 8  | 2  | 2  | 4  | 4  |
| 1971–72    | Barons de Cleveland      | AHL        | 75  | 33 | 33  | 66  | 16 | 5  | 2  | 1  | 3  | 4  |
| 1972–73    | Jets de Winnipeg         | WHA        | 78  | 38 | 65  | 103 | 15 | 14 | 13 | 15 | 28 | 2  |
| 1973–74    | Jets de Winnipeg         | WHA        | 74  | 27 | 28  | 55  | 8  | 4  | 3  | 1  | 4  | 2  |
| 1974–75    | Jets de Winnipeg         | WHA        | 79  | 16 | 31  | 47  | 8  | —  | —  | —  | —  | —  |
| 1975–76    | Jets de Winnipeg         | WHA        | 80  | 16 | 31  | 47  | 38 | 13 | 2  | 3  | 5  | 10 |
| 1976–77    | SC Langnau               | NLA        | 27  | 27 | 11  | 38  | —  | —  | —  | —  | —  | —  |
| 1977–78    | SC Langnau               | NLA        | 28  | 20 | 11  | 31  | —  | —  | —  | —  | —  | —  |
| 1978–79    | HC Sierre                | NLA        | —   | —  | —   | —   | —  | —  | —  | —  | —  | —  |
| Totaux AMH | Totaux AMH               | Totaux AMH | 311 | 97 | 155 | 252 | 69 | 31 | 18 | 19 | 37 | 14 |
| Totaux LNH | Totaux LNH               | Totaux LNH | 25  | 1  | 2   | 3   | 4  | —  | —  | —  | —  | —  |

## Biographie
Une biographie de Norm Beaudin, The Original:  Living Life Through Hockey, a été publiée en 2022 par Briley and Baxter Publications.